# Cécile de Bade
Cécile de Bade, en allemand : Cäcilie von Baden, de son nom orthodoxe Olga Fiodorovna, en russe : Ольга Фёдоровна, née le 20 septembre 1839 à Karlsruhe dans le grand-duché de Bade, décédée le 12 avril 1891 à Kharkov.
Née princesse de Bade, elle devint grande-duchesse de Russie par son mariage avec Michel Nikolaïevitch de Russie.

## Famille
Fille cadette et dernier enfant du grand-duc Léopold Ier de Bade et de son épouse Sophie de Suède.

### Mariage et descendance
Le 28 août 1857, dans la chapelle du Palais d'Hiver à Saint-Pétersbourg, Cécile de Bade épousa le grand-duc Mikhaïl Nikolaïevitch de Russie (1832-1909), fils de Nicolas Ier de Russie et de son épouse Alexandra Fiodorovona.
Sept enfants naquirent de cette union :
- Nikolaï Mikhaïlovitch de Russie (1859-1919), il fut assassiné par les Bolcheviks ;
- Anastasia Mikhaïlovna de Russie (1860-1922) : en 1878, elle épousa Friedrich Franz III von Mecklenburg-Schwerin (1851-1897) ;
- Mikhaïl Mikhaïlovitch de Russie (1861-1929), en 1891, il épousa morganatiquement la comtesse Sophie von Merenberg (1868-1927) ;
- Georgi Mikhaïlovitch de Russie (1863-1919), en 1900, il épousa Marie de Grèce (1876-1940), il fut assassiné par les Bolcheviks ;
- Aleksandr Mikhaïlovitch de Russie dit « Sandro » (1866-1933), en 1894, il épousa la grande-duchesse Xenia Alexandrovna de Russie (1875-1960) ;
- Sergueï Mikhaïlovitch de Russie (1869-1918), il fut assassiné par les Bolcheviks ;
- Alexeï Mikhaïlovitch de Russie (1875-1895).

## Biographie

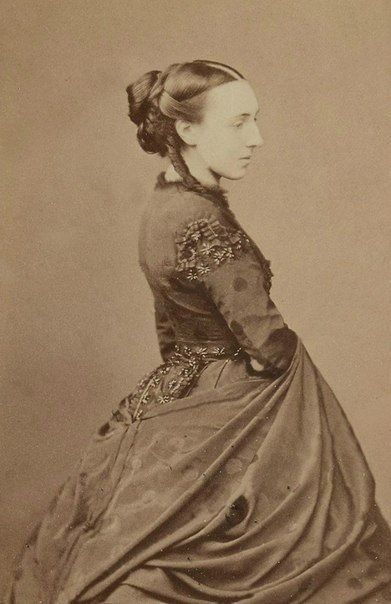
La Grande-Duchesse Olga Fiodorovna, 1863

Le grand-duc Léopold Ier n'était pas destiné à régner. Issu d'un mariage morganatique, il n'était pas dynaste et portait le titre de sa mère, comte de Hochberg. La Maison de Zähringen risquant de s'éteindre et lui-même proche de sa fin, le grand-duc Charles II de Bade promulgua en 1817 un édit qui permettait aux  Hochberg de ceindre la couronne badoise. Léopold était âgé de 27 ans. Pour asseoir ses droits, il fut marié à la princesse Sophie de Suède, princesse en exil dont la mère était princesse de Bade. Bien qu'il n'y ait pas entre les deux époux une grande différence d'âge, le futur grand-duc était le grand-oncle de son épouse.
Le grand-duc accéda au trône en 1830. Les débuts du règne furent marqués par l'assassinat de Gaspar Hauser que la rumeur prétendait être l'héritier légitime du trône de Bade. La grande-duchesse Sophie fut soupçonnée d'être l'instigatrice de ce meurtre. Le grand-duc ne voulait pas régner. Il sombra dans l'alcoolisme.
Dernière enfant du couple, la princesse Cécile naquit en 1839. Elle reçut une éducation très stricte. Devenue grande-duchesse de Russie, elle le regretta amèrement. Son père, le grand-duc Léopold Ier de Bade fit preuve d'une grande sévérité à l'égard de ses enfants, mais à l'inverse, il se montra très bon à l'égard de ses sujets. Malgré sa libéralité, la famille grand-ducale dut quitter le pays lors de la Révolution de 1848. Ces événements marquèrent la vie de la jeune princesse de Bade qui avait 8 ans. Le grand-duc Léopold mourut en 1852. Son fils aîné régna sous le nom de Louis II de Bade. Il était atteint d'aliénation mentale et haïssait ouvertement sa mère. Son frère cadet assuma la régence puis devint grand-duc sous le nom de Frédéric II de Bade. En 1856, il épousa la princesse Louise de Prusse  qui lui donna un fils le futur Frédéric II de Bade.
La veille de son union avec le grand-duc Mikhaïl Nikolaïevitch de Russie, la princesse Cécile de Bade se convertit à la religion orthodoxe russe et prit le nom d'Olga Fiodorovna, nom choisi par son futur époux, selon certaines sources, le grand-duc n'aimait pas le prénom Cécile
Imbue de son rang, la grande-duchesse Cécile de Bade était de nature autoritaire mais possédait un esprit vif et une vivacité de langage qui causa certains désagréments à l'empereur Alexandre III de Russie et à son épouse Dagmar de Danemark. Méprisant ouvertement les Romanov, elle irrita particulièrement le tsar lorsqu'elle prit la décision de limiter sa fréquentation avec les grands-ducs.
La grande-duchesse fut le seul membre de la famille à ne pas prendre part aux affaires d'État ou à des fonctions publiques, elle consacra sa vie à son époux et ses enfants. Elle fut non seulement une femme aimante mais également fidèle et pleine de sagesse.
Le grand-duc Michel ayant été nommé gouverneur du Caucase en 1862, la grande-duchesse l'y suivit et vécut dans le Caucase pendant vingt ans loin des plaisirs et des intrigues de la cour. Elle soutint son mari dont la fonction consistait à appliquer en Géorgie les réformes voulues par le tsar. Ses enfants reçurent une éducation et une instruction stricte, la grande-duchesse exigea d'eux une complète obéissance.
En 1878, le grand-duc et la grande-duchesse marièrent leur unique fille Anastasia Mikhaïlovna de Russie à l'héritier du trône de Mecklembourg-Schwerin.  En 1881, le tsar Alexandre II de Russie, frère aîné du grand-duc Michel, fut assassiné. Son fils qui régna sous le nom d'Alexandre III de Russie, renonça à la politique réformatrice de son père. En 1882, le grand-duc fut nommé président du conseil d'état. La famille retourna à Saint-Pétersbourg.
N'ayant pu épouser la femme de son choix, leur fils aîné préféra se consacrer à l'étude et resta célibataire.
Leur fils cadet, le grand-duc Michel, essayait en vain de trouver une épouse. Le duc de Teck, le grand-duc de Hesse, le prince royal de Prusse refusèrent tout à tour la main d'une de leurs filles. De même, ses parents récusèrent toute tentative de mariage avec des femmes qui n'étaient pas  de sang royal. En mars 1891, de santé délicate, la grande-duchesse Cécile de Bade suivant les conseils des médecins, prit la décision de s'établir en Crimée. Lors d'un  bref arrêt du train en gare de Karkhov, elle reçut le télégramme lui annonçant le mariage secret et morganatique de son fils, le grand-duc Mikhaïl Mikhaïlovitch de Russie avec la comtesse Sophie von Merenberg. Le choc de la nouvelle fut si terrible que la grande-duchesse en mourut d'une crise cardiaque.

## Décès et inhumation
La grande-duchesse Cécile de Bade décéda dans la ville ukrainienne de Karkhov le 12 avril 1891, elle fut inhumée en la cathédrale Pierre-et-Paul de Saint-Pétersbourg.

## Organismes de bienfaisance
La grande-duchesse Cécile de Bade n'exerça aucune fonction publique mais accorda beaucoup d'intérêt à la philanthropie, particulièrement dans le domaine des femmes.
En 1864, à Tbilissi, sur ses deniers personnels, la grande-duchesse Cécile de Bade fonda un lycée pour jeunes filles, plus tard, il fut baptisé Lycée de jeunes filles grande-duchesse Olga Fiodorovna. Elle fonda également la première école pour fille en Ossétie.
En 1884, la grande-duchesse Cécile de Bade dirigea l'hôpital Alexandre (aujourd'hui hôpital psychiatrique No 7).

## Descendance
La grande-duchesse Cécile de Bade eut pour descendants, le grand-duc Fiodor Alexandrovitch de Russie, le prince Mikhaïl Fiodorovitch de Russie, la princesse Xenia Nikolaïevna Chemetieva-Sfiris (petite-fille du prince Felix Feliksovitch Ioussoupov).

## Sources
- (de) Cet article est partiellement ou en totalité issu de l’article de Wikipédia en allemand intitulé « Cäcilie von Baden » (voir la liste des auteurs).

- (ru) Cet article est partiellement ou en totalité issu de l’article de Wikipédia en russe intitulé « Ольга Фёдоровна » (voir la liste des auteurs).